# Lucknow (divisie)

Ligging in Uttar Pradesh

Lucknow is een divisie binnen de Indiase deelstaat Uttar Pradesh. Deze divisie bestaat uit de volgende zes districten:
- Hardoi
- Lakhimpur Kheri
- Lucknow
- Raebareli
- Sitapur
- Unnao

Het bestuurlijk centrum van de divisie bevindt zich in de gelijknamige stad Lucknow.